# A17 (Kasachstan)
Die A17 ist eine wichtige Straße in Kasachstan. Die Straße ist eine lange Ost-West-Route von Qysylorda im Süden über Qaraghandy nach Pawlodar bis zur Grenze zu Russland im Nordosten.

## Straßenbeschreibung
Die A17 beginnt in der südlichen Stadt Qysylorda am Fluss Syr Darya und an der M32. Die Straße führt nach Norden. Auf den ersten 400 km von Qysylorda nach Zhezkazgan sind keine Orte von Interesse und es kreuzt auch keine gepflasterte Straße und führt durch die Karakum-Wüste. Teil dieser Route ist eine Schotterstraße. In der Stadt Zhezkazgan kreuzt sie die A16 und geht dann Richtung Nordosten weiter. Auf der langen Strecke von Zhezkazgan nach Qaraghandy (Karaganda) führt sie durch die Wüste.
Qaraghandy ist eine ziemlich große Stadt und es kreuzt die M36 und die A20. Nach Qaraghandy führt die A17 im Nordosten durch die Steppe nach Pawlodar. Entlang der Strecke sind ein paar kleine Orte. Die Zufahrt nach Ekibastus kreuzt die A17 mit einem Kleeblatt. Die A17 führt weiter nach Pawlodar, und manchmal gibt es überraschend wenige Kreuzungen mit Nebenstraßen. Man erreicht den Fluss Irtysch, wo sich die Stadt Pawlodar befindet. In Pawlodar kreuzt sie die M38 und die A18. Von Pawlodar führt die A17 nach Norden und endet an der Grenze zu Russland. Auf russischer Seite befindet sich eine nummerierte Straße weiter bis Karasuk, wo ein Anschluss an die R382 nach Nowosibirsk ist.

## Geschichte
Die A17 wurde im Jahr 2011 umnummeriert. Die Straße ersetzt die alte sowjetische Straße A344. Es ist die längste A-Straße im Land mit einer Länge von über 1.500 km. Die Straße führt durch Gebiete, in denen es kaum andere Möglichkeiten an Straßen gibt, somit ist sie von strategischer Bedeutung. Im Jahr 2010 waren Teile der Strecke in der Karakum-Wüste noch unbefestigt. Die A17 verbindet eine Reihe von größeren Städten in Zentral-Kasachstan und ist daher von kontinuierlichem Interesse.

## Großstädte an der Autobahn
- Qysylorda
- Schesqasghan
- Qaraghandy
- Pawlodar